# Rhodes (Iowa)
Rhodes – miasto w Stanach Zjednoczonych, w stanie Iowa, w hrabstwie Marshall. Zgodnie ze spisem statystycznym z 2000 roku, miasto liczyło 294 mieszkańców.